# Anna di Lorena
Anna di Lorena (25 luglio 1522 – Diest, 15 maggio 1568) è stata una principessa francese poi divenuta principessa consorte di Orange e duchessa di Aarschot.

## Biografia
Era figlia del duca Antonio di Lorena e di Renata di Borbone-Montpensier.
Essendo suo padre un fervente sostenitore della Controriforma, Anna venne data in moglie a Renato di Châlon, Principe d'Orange e Statolder d'Olanda, Zelanda, Utrecht e Gheldria. Il matrimonio venne celebrato il 22 agosto 1540 a Bar-le-Duc. Il matrimonio sancì l'alleanza tra il duca di Lorena e il principato d'Orange.
Quattro anni dopo nacque l'unica figlia della coppia:
- Maria (1544), morta dopo tre settimane dalla nascita[1].

Nello stesso anno, il 18 luglio, Anna rimase anche vedova e i titoli del marito, morto dunque senza eredi, passarono al cugino Guglielmo I d'Orange.
Il 9 luglio 1548 venne fatta di nuovo sposare con il duca Philippe II de Croÿ, già vedovo di Anne de Croÿ.
Al secondo marito Anna diede un altro figlio:
- Charles Philippe, Marchese d'Havré (Bruxelles, 1º settembre 1549-Borgogna, 25 novembre 1613).

## Ascendenza
|                                 |                        |                                 | Genitori                         |  |  | Nonni |  |  | Bisnonni                 |  |  | Trisnonni         |  |
|                                 |                        |                                 |                                  |  |  |       |  |  | Federico II di Vaudémont |  |  | Antonio di Lorena |  |
|                                 |                        |                                 |                                  |  |  |       |  |  | Federico II di Vaudémont |  |  | Antonio di Lorena |  |
|                                 |                        | Maria d'Harcourt                |                                  |  |  |       |  |  | Federico II di Vaudémont |  |  |                   |  |
| Renato II di Lorena             |                        |                                 |                                  |  |  |       |  |  | Federico II di Vaudémont |  |  |                   |  |
|                                 |                        | Iolanda d'Angiò                 | Renato d'Angiò                   |  |  |       |  |  |                          |  |  |                   |  |
|                                 |                        | Iolanda d'Angiò                 | Renato d'Angiò                   |  |  |       |  |  |                          |  |  |                   |  |
|                                 |                        | Iolanda d'Angiò                 | Isabella di Lorena               |  |  |       |  |  |                          |  |  |                   |  |
| Antonio di Lorena               |                        | Iolanda d'Angiò                 |                                  |  |  |       |  |  |                          |  |  |                   |  |
|                                 |                        | Adolfo di Egmond                | Arnoldo di Egmond                |  |  |       |  |  |                          |  |  |                   |  |
|                                 |                        | Adolfo di Egmond                | Arnoldo di Egmond                |  |  |       |  |  |                          |  |  |                   |  |
|                                 |                        | Adolfo di Egmond                | Caterina di Kleve                |  |  |       |  |  |                          |  |  |                   |  |
| Filippina di Gheldria           |                        | Adolfo di Egmond                |                                  |  |  |       |  |  |                          |  |  |                   |  |
|                                 |                        | Caterina di Borbone-Clermont    | Carlo I di Borbone               |  |  |       |  |  |                          |  |  |                   |  |
|                                 |                        | Caterina di Borbone-Clermont    | Carlo I di Borbone               |  |  |       |  |  |                          |  |  |                   |  |
|                                 |                        | Caterina di Borbone-Clermont    | Agnese di Borgogna               |  |  |       |  |  |                          |  |  |                   |  |
| Anna di Lorena                  |                        | Caterina di Borbone-Clermont    |                                  |  |  |       |  |  |                          |  |  |                   |  |
|                                 | Luigi I di Montpensier | Giovanni I di Borbone           |                                  |  |  |       |  |  |                          |  |  |                   |  |
|                                 | Luigi I di Montpensier | Giovanni I di Borbone           |                                  |  |  |       |  |  |                          |  |  |                   |  |
|                                 | Luigi I di Montpensier | Maria di Berry                  |                                  |  |  |       |  |  |                          |  |  |                   |  |
| Gilberto di Borbone-Montpensier | Luigi I di Montpensier |                                 |                                  |  |  |       |  |  |                          |  |  |                   |  |
|                                 |                        | Gabriella di La Tour d'Auvergne | Bertrando V di La Tour           |  |  |       |  |  |                          |  |  |                   |  |
|                                 |                        | Gabriella di La Tour d'Auvergne | Bertrando V di La Tour           |  |  |       |  |  |                          |  |  |                   |  |
|                                 |                        | Gabriella di La Tour d'Auvergne | Giacomina dello Peschin          |  |  |       |  |  |                          |  |  |                   |  |
| Renata di Borbone-Montpensier   |                        | Gabriella di La Tour d'Auvergne |                                  |  |  |       |  |  |                          |  |  |                   |  |
|                                 |                        | Federico I Gonzaga              | Ludovico Gonzaga                 |  |  |       |  |  |                          |  |  |                   |  |
|                                 |                        | Federico I Gonzaga              | Ludovico Gonzaga                 |  |  |       |  |  |                          |  |  |                   |  |
|                                 |                        | Federico I Gonzaga              | Barbara di Brandeburgo           |  |  |       |  |  |                          |  |  |                   |  |
| Chiara Gonzaga                  |                        | Federico I Gonzaga              |                                  |  |  |       |  |  |                          |  |  |                   |  |
|                                 |                        | Margherita di Baviera           | Alberto III di Baviera           |  |  |       |  |  |                          |  |  |                   |  |
|                                 |                        | Margherita di Baviera           | Alberto III di Baviera           |  |  |       |  |  |                          |  |  |                   |  |
|                                 |                        | Margherita di Baviera           | Anna di Braunschweig-Grubenhagen |  |  |       |  |  |                          |  |  |                   |  |
|                                 |                        | Margherita di Baviera           |                                  |  |  |       |  |  |                          |  |  |                   |  |